# Areópago de Itambé
O Areópago de Itambé foi a primeira loja maçônica do Brasil, fundada no ano de 1796 em Itambé, Pernambuco, por Manuel Arruda Câmara.

## Informações gerais
Faziam parte do Areópago os dois irmãos Arruda Câmara, os três irmãos Cavalcanti de Albuquerque, os padres Velho Cardoso, Pereira Tinoco, Albuquerque Montenegro, João Ribeiro Pessoa, José Luís Cavalcanti Lima, sendo este último vigário do Recife, Pernambuco. Além desses, havia parentes desses mesmos membros que faziam parte da loja maçonica. Muitos deles Cavalcante, Pereira, Morais e Pessoa. Essas mesmas continuadoras da tradição maçônica nos Estados de Pernambuco e Paraíba. 
A Loja Areópago de Itambé sempre funcionou na cidade de Itambé. Tinha orientação maçônica baseada em lojas francesas. Não se pode dar ao Areópago de Itambé nenhuma filiação maçônica nacional, pois ela é uma protomaçonaria com rito estabelecido diretamente da França. 
A Loja Maçônica no 17 Areópago de Itambé foi um projeto político, pautado na luta pela igualdade, liberdade e fraternidade. A localização da fundação da Primeira Loja Maçônica do Brasil foi estratégica, pois a casa onde fora fundada está na linha limítrofe das duas cidades dos estados de Pernambuco e Paraíba, outrora Vilas das Províncias de Pernambuco e Paraíba.
Segundo os autos históricos e referências feitas pelos antigos moradores das duas cidades, conta-se que os areopagitas, maçons da época, dotados de sabedoria exemplar, se reuniam constantemente na referida casa e os artefatos, símbolos e insígnias eram levados para a utilização e ao final de cada reunião eram levados para a casa dos maçons para não levantar suspeitas.
No entanto, devido ao fluxo constante de pessoas influentes pelas estradas das redondezas, a influência da Maçonaria foi percebida, e denúncias foram feitas ao Poder Imperial, que, por volta de 1802, enviou uma tropa da Guarda Imperial até a região, prendendo alguns maçons, e outros fugiram, para fazer semear a Maçonaria em outras localidades, como as Lojas do Recife, Cabo de Santo Agostinho, Igaraçu e outras.